# バーサーロペットジャパン
バーサーロペットジャパン（Vasaloppet Japan）は、北海道旭川市で開催されるクロスカントリースキーの大会。2018年で第38回を数える。

## 概要
大会名の「バーサーロペット」とは、元々スウェーデンにおいて独立400年とスキーを用いてデンマーク軍から逃れた故事が伝えられるグスタフ・バーサー王の功績を顕彰し1922年から開催されているクロスカントリースキーの大会。
1980年に坂東徹旭川市長・遠藤一成収入役・小川昌克旭川商工会議所副会頭が街の活性化策として堂垣内尚弘道知事が提唱していた歩くスキーに着目し、2月に行われた東京旭川会の場で八木祐四郎会長が「どうせやるなら、バーサーロペットのような大きい大会を開こうじゃないか」と提案。12月に実行委員会が発足し、1981年3月21日に第1回大会「旭川国際バーサー大会」が開催された。
1984年には参加者が1万人を超え、札幌市の宮様スキー大会と並ぶ、北海道を代表するクロスカントリースキー大会としての地位を確立。1983年には本家スウェーデンのバーサーロペット大会長を迎えて認定証が贈られ、1990年には本家であるスウェーデンからカール16世グスタフ国王を迎え、本家からもその存在を認知された。その後本家・バーサーロペットの開催地であるスウェーデン・モーラ市、同様の大会を主催しているアメリカ・ミネソタ州モーラ市と旭川市の3市で「三国交流会議」を結成し、相互に交流を図るようになった。
大会は以前は春分の日の前後に開催されるのが恒例だったが、近年は雪不足などの影響から開催時期が3月上旬に変更されている。また参加者数がここのところ減少傾向にあり、2018年大会の参加者は2,541人にとどまっている。

## 歴史
- 1981年 第1回大会開催[1]。
- 1982年 国際スキー連盟（FIS）・全日本スキー連盟（SAJ）の公認大会となる[1]。
- 1984年 参加者が1万人を突破[1]。
- 1986年 大会名称を「旭川国際バーサースキー大会」に変更。
- 1990年 スウェーデン国王をゲストに迎える[1]。スウェーデン・モーラ市、アメリカ・ミネソタ州モーラ市と共同で「バーサースキー交流会議'90 in 旭川共同宣言書」を発表。
- 2003年 大会名称を現在の「バーサーロペットジャパン」に変更。
- 2006年 中国・長春市が「三国交流会議」に加入。
- 2007年 大会が2日間となり、クロスカントリースキー部門と歩くスキー部門の開催日を分離。
- 2010年 会場が旭川競馬場から富沢クロスカントリーコースへ変更。
- 2012年 この年より富沢の他、旭川合同庁舎向かいの北彩都あさひかわ歩くスキーコースでも開催される。
- 2020年-2022年 新型コロナウイルス感染症の流行の影響から開催中止となる。
- 2022年 本大会中止に伴う代替イベントとして、2月11日-23日にコースの一部11kmを一般開放した「バーサーコースチャレンジ」を開催[2]。
- 2023年 4年ぶりに大会を再開[3]。